# Celrà (kommunhuvudort)
Celrà är en kommunhuvudort i Spanien.   Den ligger i provinsen Província de Girona och regionen Katalonien, i den östra delen av landet, 600 km öster om huvudstaden Madrid. Celrà ligger 54 meter över havet och antalet invånare är 3 372.
Terrängen runt Celrà är platt åt nordost, men åt sydväst är den kuperad. Runt Celrà är det ganska glesbefolkat, med 29 invånare per kvadratkilometer. Närmaste större samhälle är Girona, 7,4 km sydväst om Celrà. I omgivningarna runt Celrà växer i huvudsak blandskog.